# 瓜希拉沙漠

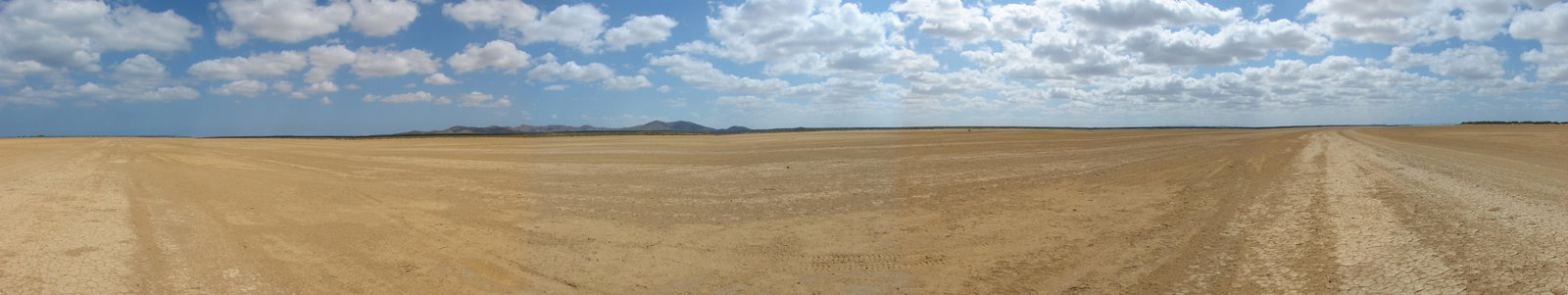

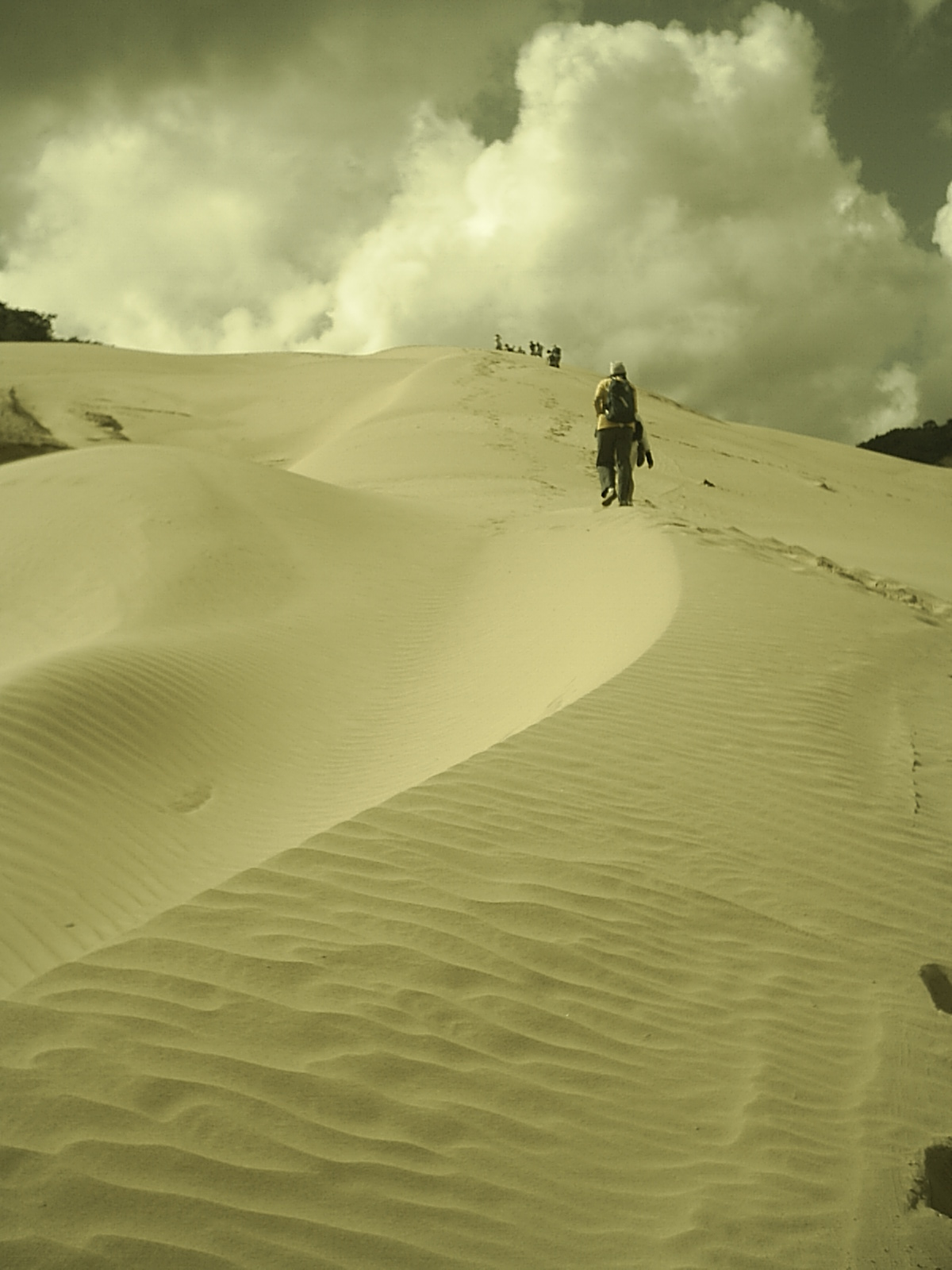

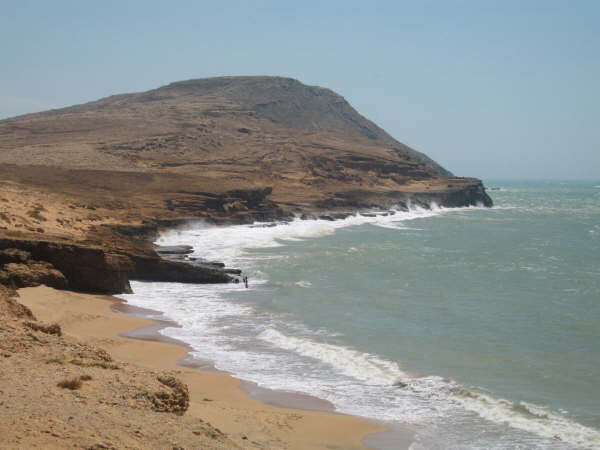

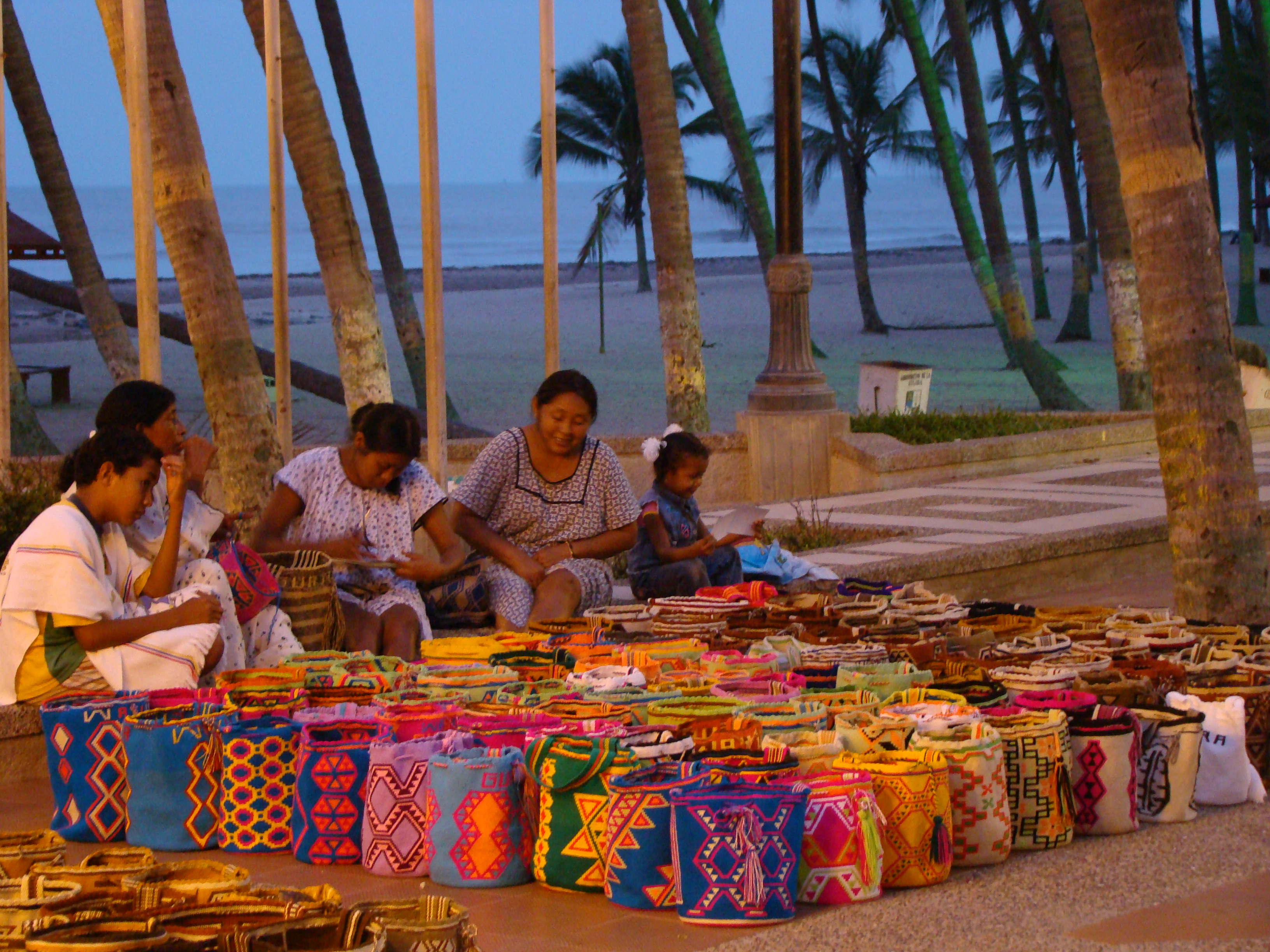

瓜希拉沙漠是南美洲的沙漠，橫跨哥倫比亞和委內瑞拉，距離首都波哥大610公里，由瓜希拉省負責管轄，涵蓋瓜希拉半島大部分地區。
12°04′18″N 71°35′52″W / 12.07167°N 71.59778°W